# Zaleya pentandra
Zaleya pentandra là một loài thực vật có hoa trong họ Phiên hạnh. Loài này được (L.) C.Jeffrey miêu tả khoa học đầu tiên năm 1960.